# Gäddtjärnen (Gustav Adolfs socken, Värmland, 665730-139717)
Gäddtjärnen är en sjö i Hagfors kommun i Värmland och ingår i Göta älvs huvudavrinningsområde.